# Carl Georg Lickl

Carl Georg Lickl

Carl Georg Lickl (* 28. Oktober 1801 in Wien; † 3. August 1877 ebenda; auch Georg Lickl oder Lickl György) war ein österreichischer Musiker, Pianist, Komponist, Flötist sowie als k. k. Beamter in der Hofbuchhaltung tätig.

## Leben
Sein Vater Johann Georg Lickl (1769–1843) förderte die musikalische Veranlagung von Carl Georg Lickl, indem er es ihm ermöglichte, das Spielen des Pianoforte und der Violine zu erlernen sowie zusätzlich in Kompositionslehre und Generalbass unterrichtet zu werden. Für das Pianoforte und die Physharmonika schrieb er Kompositionen wie Rondos und Sonaten sowie Variationen mit und ohne Begleitung. Im Zusammenhang mit seiner Erwähnung in der Oesterreichischen National-Encyklopädie wird am Rande Jacob Deutschmann als maßgeblicher Weiterentwickler der Physharmonika erwähnt, und auf die sich sein Werk Phys-Harmonica von C. G. Lickl. Theoretisch-Practische Anleitung zur Kenntnis und Behandlung der Phys-Harmonica... beruft. Eine weitere Quelle gibt ihn gemeinsam mit Carl von Prandau (1792–1865) als diejenigen an, die zur Verbesserung der Physharmonika beitrugen.
Sein jüngerer Bruder war der spätere Musiker Ägidius Carl Lickl (1803–1864).

## Werke und Veröffentlichungen

Einband

- um 1840: Phys-Harmonica von C. G. Lickl. Theoretisch-Practische Anleitung zur Kenntniss und Behandlung der Phys=Harmonica; ... ., Ant. Diabelli & Comp., Wien[4]
- 1849: für Pianoforte "Badner Bilder", sechs Eklogen, Haslinger, Wien, 1849[5]